# Chiesa della Madonna di Loreto (Rabbi)
La chiesa della Madonna di Loreto è la parrocchiale di Piazzola, frazione del comune sparso di Rabbi in Trentino. Il luogo di culto fa parte della zona pastorale delle Valli del Noce dell'arcidiocesi di Trento e l'edificio recente risale al XIX secolo.

## Storia

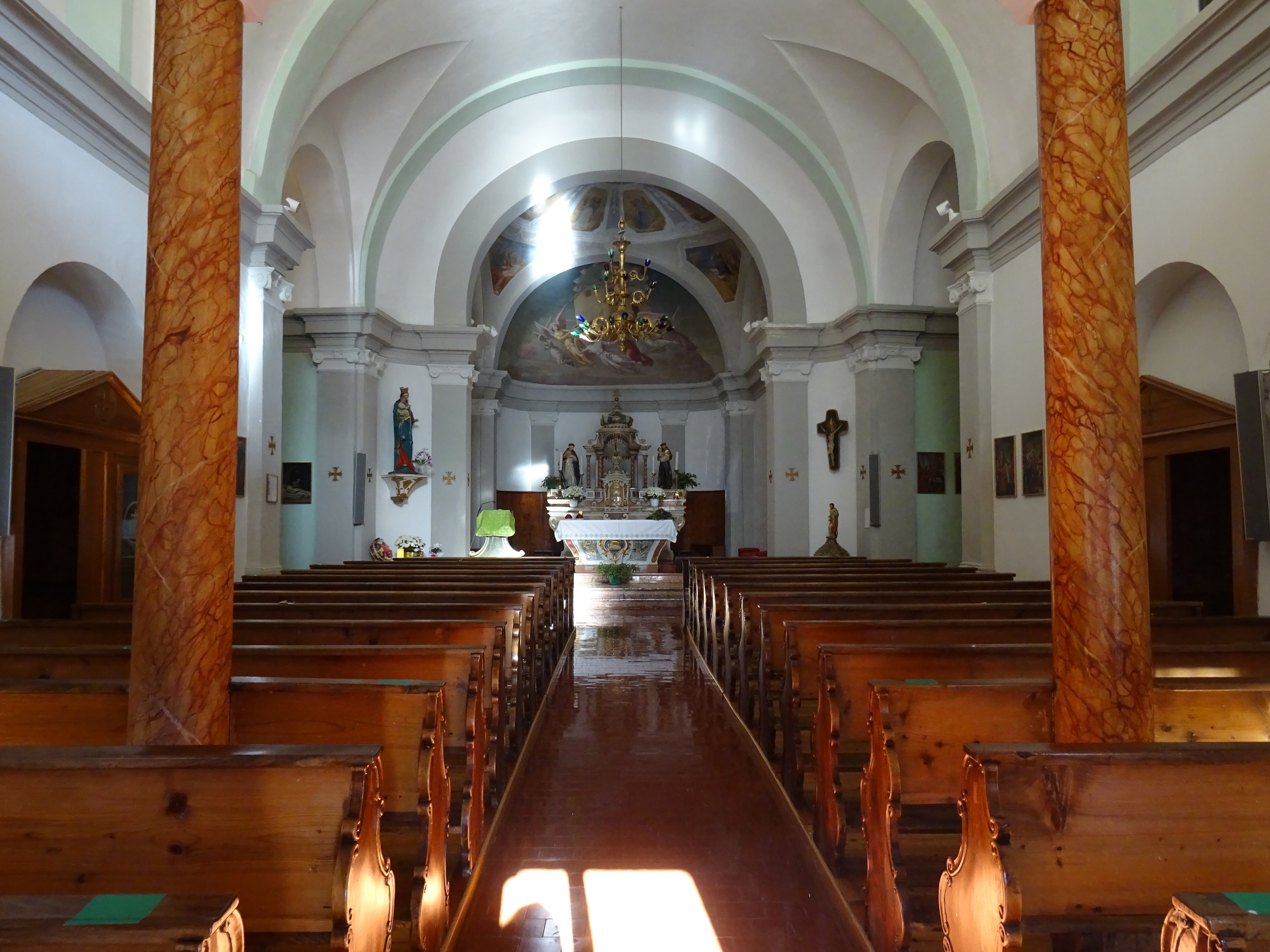
Interno.

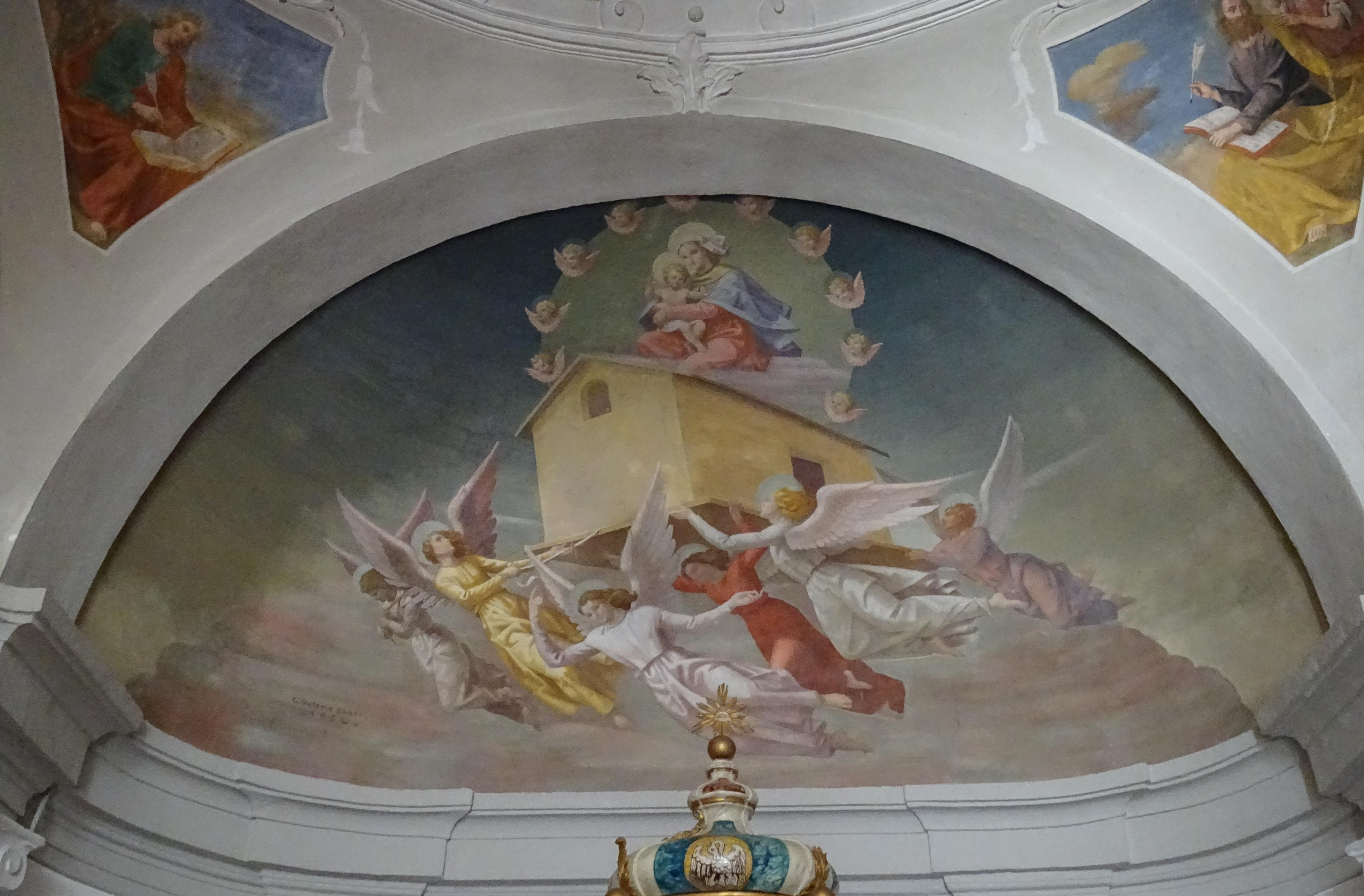
Catino absidale affrescato con la raffigurazione del Trasporto della Santa Casa.

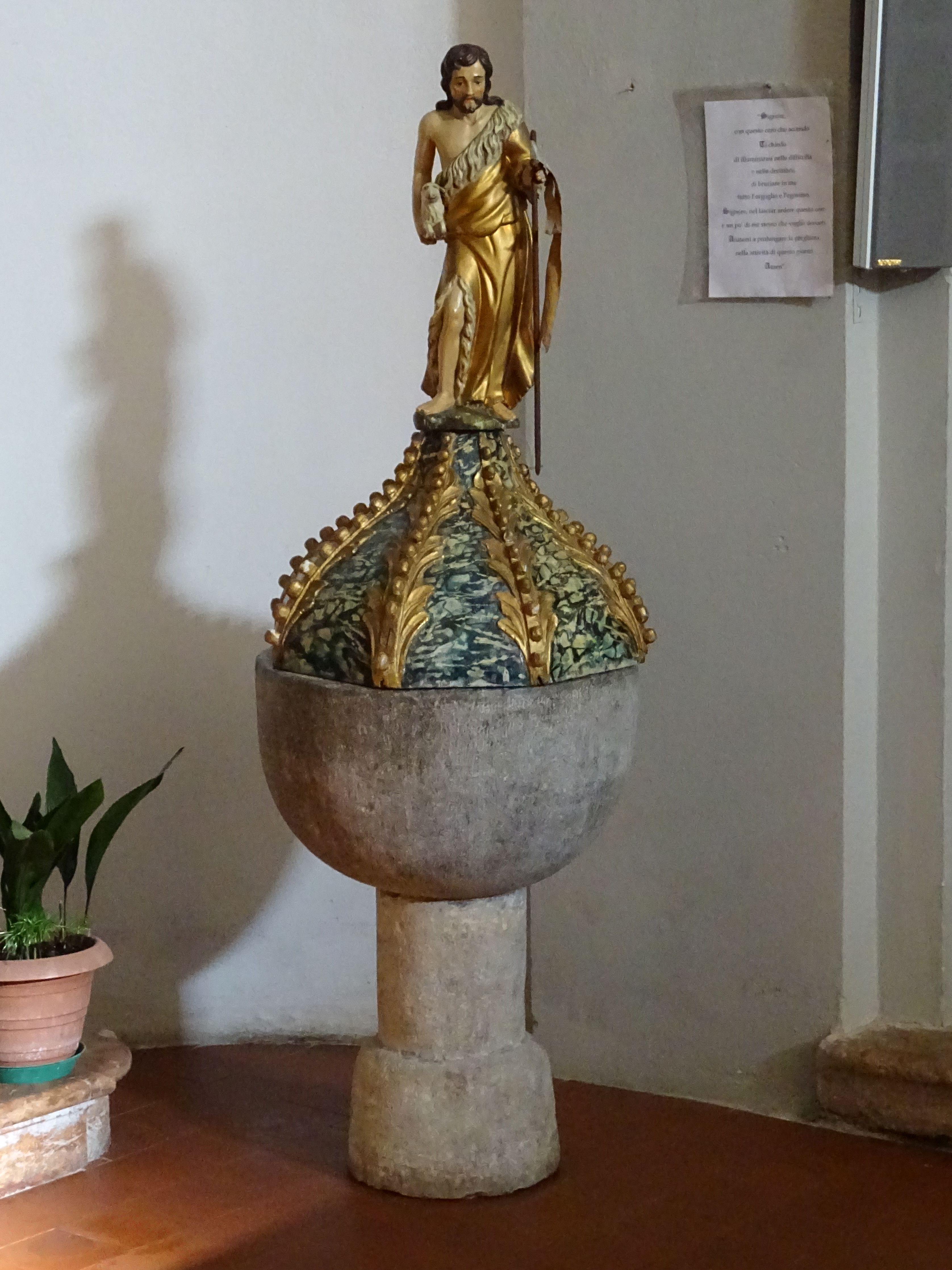
Fonte battesimale.

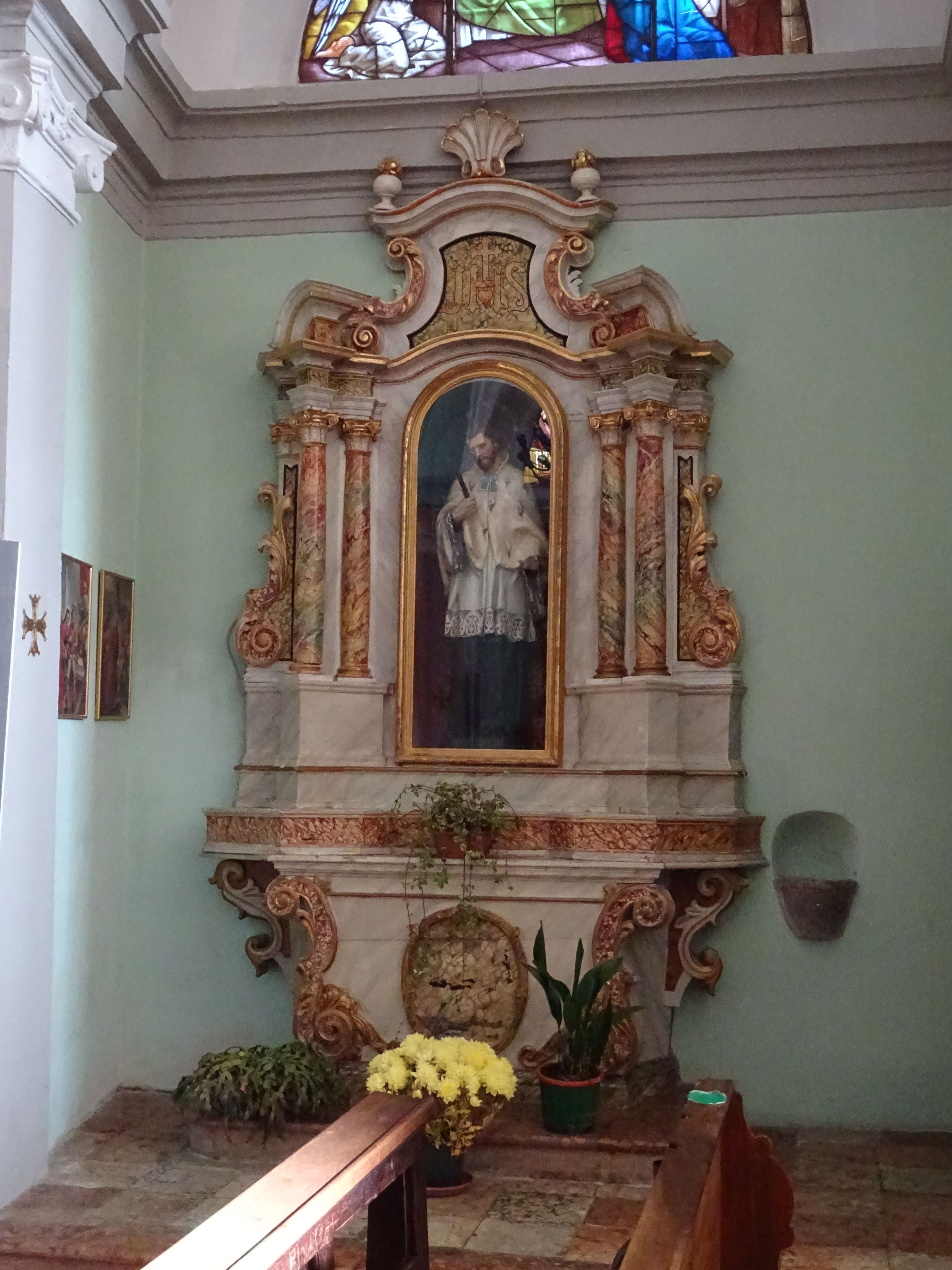
Altare laterale a destra proveniente dalla demolita chiesa di San Biagio di Malè.

Già verso la fine della seconda metà del XVIII secolo a Piazzola era presente una cappella con dedicazione a San Giovanni Nepomuceno e a San Pantaleone, che venne consacrata nel 1754. Circa trent'anni dopo la prima chiesa venne seriamente danneggiata da un incendio e fu necessario restaurarla. Ultimati questi lavori venne elevata a dignità curaziale dell'antica chiesa di San Bernardo.
Nel 1836 il primitivo edificio venne ricostruito in forme moderne e il 13 maggio 1838 fu celebrata la seconda consacrazione del rinnovato luogo di culto con la diversa dedicazione alla Madonna di Loreto. Nel primo decennio del XX secolo la cupola della sala fu arricchita di decorazioni ad affresco quindi, nel 1919, venne elevata a dignità di chiesa parrocchiale. Il catino absidale fu decorato nel 1951 da Giuseppe Valerio Egger.
Nel 1967 fu realizzato l'adeguamento liturgico, l'ultimo importante intervento strutturale che ha riguardato la chiesa. La mensa rivolta al popolo è stata ricavata dall'altare maggiore storico smembrato e posta in posizione avanzata nel presbiterio. L'ambone è stato posto vicino all'arco santo sulla sinistra ed è costituito da una struttura lignea precedentemente utilizzata ad altro scopo. La sede del celebrante in legno è posta nell'abside. La custodia eucaristica, col suo tabernacolo, è rimasta nella posizione storica mentre il fonte battesimale in pietra è stato messo alla destra dell'arco santo.

## Descrizione

### Esterni
La chiesa si trova nel piccolo centro abitato di Piazzola in posizione leggermente elevata e mostra orientamento verso nord. La facciata a capanna è caratterizzata dalle lesene e dalla fascia orizzontale che la ripartiscono verticalmente in tre settori. Nel settore centrale si trova il portale architravato sormontato, in asse, dalla grande finestra rettangolare che porta luce alla sala. Ai lati del portale vi sono due finestrelle di minore ampiezza. La tozza torre campanaria si alza in posizione leggermente arretrata sulla destra, ha alcune piccole finestre a feritoia e la cella si apre con quattro grandi finestre a monofora. La copertura apicale ha la forma di piramide a base quadrata ricoperta con scandole in legno.

### Interni
La navata interna è unica, formata da tre campate con volta a botte ed ampliata da due cappelle laterali. Sul presbiterio il catino absidale riporta la raffigurazione del Trasporto della Santa Casa. L'altare laterale a destra proviene della scomparsa chiesa di San Biagio di Malè ed è stato donato dal conte Giuseppe Innocenzo Thun.
Diversi dipinti conservati nella sala sono attribuiti a Domenico Del Pero di Vermiglio.